# 六反地駅
六反地駅（ろくたんじえき）は、高知県高岡郡四万十町六反地にある四国旅客鉄道（JR四国）土讃線の駅である。駅番号はK24。

## 歴史
- 1961年（昭和36年）4月15日：日本国有鉄道の駅として開業[1][2]。旅客のみを取り扱う駅員無配置駅[3]。
- 1987年（昭和62年）4月1日：国鉄分割民営化により、JR四国の駅となる[1]。

## 駅構造
単式ホーム1面1線の無人駅。プラットホームの上には横約4メートル、高さ約2メートルの木製箱状の待合室がある。

## 利用状況
1日の平均乗降人員は以下の通りである。
| 乗降人員推移 | 乗降人員推移 |
| 年度         | 1日平均人数  |
| ------------ | ------------ |
| 2011年       | 10           |
| 2012年       | 12           |
| 2013年       | 8            |
| 2014年       | 8            |
| 2015年       | 8            |
| 2016年       | 8            |
| 2017年       | 10           |
| 2018年       | 10           |

## 駅周辺
- 国道56号

## 隣の駅
四国旅客鉄道（JR四国）
■土讃線
■普通
影野駅 (K23) - 六反地駅 (K24) - 仁井田駅 (K25)